# 贝桑松区
贝桑松区（法語：arrondissement de Besançon）是法国杜省所辖的一个区。总面积1926.4平方公里，总人口250269，人口密度130人/平方公里（2018年）。主要城镇为贝桑松。

## 辖区
贝桑松区辖有256个市镇。